# Lucien Henri Gendron
Pour les articles homonymes, voir Gendron.
Lucien Henri Gendron (28 août 1890-5 avril 1959) est un homme politique canadien. Il est ministre dans le cabinet du premier ministre Richard Bedford Bennett.

## Biographie
Né à Hamilton en Ontario, Gendron entre au cabinet sans être élu en août 1935. Il est défait lors de l'élection fédérale de 1935 dans la circonscription de Laval—Deux-Montagnes au Québec.